# Geisterkegel
Der Geisterkegel oder die Spiegel-Kegelschnecke (Conus spectrum) ist eine Schnecke aus der Familie der Kegelschnecken (Gattung Conus), die im Indopazifik verbreitet ist.

## Merkmale
Conus spectrum trägt ein mittelgroßes bis großes, mäßig leichtes bis festes Schneckenhaus, dessen Schalendicke bei gleich großen Exemplaren um 50 % variieren kann und das bei ausgewachsenen Schnecken 3 bis 7,6 cm Länge erreicht. Der Körperumgang ist meist bauchig kegelförmig, gelegentlich kegelförmig-zylindrisch oder eiförmig, der Umriss nahe dem Apex konvex, mehr zur Basis hin eher gerade, die linke Seite für gewöhnlich oberhalb der vorragenden Fasciole konkav. Die Gehäusemündung ist an der Basis breiter als neben der Schulter. Die Schulter ist gewinkelt oder fast gewinkelt. Das Gewinde ist niedrig, sein Umriss konkav. Der Protoconch hat 2 ¼ bis 2 ¾ Umgänge und misst maximal 0,8 bis 1,1 mm. Die ersten Umgänge des Teleoconchs sind gelegentlich wellig oder mit schwachen Tuberkeln besetzt. Die Nahtrampen des Teleoconchs sind fast flach mit 0 bis 2 auf 3 bis 5 zunehmenden gleich großen oder 7 bis 8 wechselnd breiten spiraligen Rillen, zwischen denen meist Erhebungen wie auch getrennte Rippen verlaufen. Der Körperumgang ist im Drittel bis der Hälfte an der Basis mit in wechselnden Abständen spiralig verlaufenden, durch Rillen voneinander getrennten Rippen und Bändern überzogen.
Die Grundfarbe des Gehäuses ist weiß. Auf dem Körperumgang verlaufen meist gelblich-orangefarbene bis dunkelbraune axiale Streifen, Flammen und Flecken, die im Allgemeinen zu 2 bis 3 unterbrochenen oder durchgehenden spiraligen Banden konzentriert oder verschmolzen sind. Neben weißen Gehäusen gibt es in Abstufungen braune Schalen mit einer blasseren zentralen Bande, während es neben Schalen mit einem unregelmäßig angeordneten Muster in Abstufungen Schalen mit einem regelmäßigen netzartigen Muster zwischen den spiraligen Banden gibt. Einige Exemplare haben auch wellenförmige oder gerade, durchgehende oder unterbrochene braune axiale Linien von der Basis zur Schulter oder der Schulterrampe, manche mit dicht gedrängten, gepunkteten bis durchgehenden spiraligen Linien. Die Umgänge des Protoconchs sind weiß bis blass braun. Die Nahtrampen der späten Umgänge haben schmale bis breite und zusammenfließende radiale Markierungen, die farblich dem Muster des Körperumgangs entsprechen. Die Schalen haben ein einfarbig weißes bis annähern braunes Gewinde. Die Gehäusemündung ist allgemein weiß bis bläulich weiß und oft etwas durchscheinend.
Das dünne, durchscheinende, glatte Periostracum ist blass olivgrau.
Die Schnecke selbst ist in Westaustralien blass kremfarben mit hellbraunen Flecken, der Fuß mit einer dünnen schwarzen Kante. In Ostaustralien sind die Sohle und die Seiten des Fußes weiß, die Oberseite des Fußes an den Seiten mit einer feinen schwarzen Linie, die sich vorn zu einem Fleck erweitert. Der Sipho ist weiß mit einer fleckenlosen Spitze und zu seiner Basis hin mit braunen Querlinien. In der Timorsee hat die Oberseite des Fußes eine schmale Bande vor dem Rand, die sich an jeder Ecke an beiden Enden zu einem Fleck erweitert.

## Verbreitung und Lebensraum
Conus spectrum ist im Indopazifik vor Madagaskar, Indonesien, Papua-Neuguinea, den Philippinen, den Ryūkyū-Inseln, Taiwan und Australien (Queensland) verbreitet. Er lebt in der Gezeitenzone und bis in Meerestiefen von etwa 50 m auf sandigen Untergründen.

## Entwicklungszyklus
Wie alle Kegelschnecken ist Conus spectrum getrenntgeschlechtlich, und das Männchen begattet das Weibchen mit seinem Penis. Aus den vom Weibchen abgelegten Eikapseln schlüpfen Veliger-Larven, die zunächst frei schwimmen, bevor sie niedersinken und zu kriechenden Schnecken metamorphosieren.

## Ernährung
Über die Ernährungsweise und das Beutespektrum von Conus spectrum gibt es bisher keine Veröffentlichungen. Laut der Systematik von J. K. Tucker und M. J. Tenorio (2009) gehört Conus spectrum zur Gattung Phasmoconus, die nach der Revision von N. Puillandre, T. F. Duda, C. Meyer, B. M. Olivera und P. Bouchet (2015) eine Untergattung von Conus ist. Aus dieser artenreichen Untergattung ist allein bei Conus flavus das Fressverhalten beobachtet worden, einer fischfressenden Art. Es wird vermutet, dass auch die anderen Arten dieser Untergattung und somit auch der Geisterkegel Fische fressen.